# Erigeron cavernensis
Erigeron cavernensis là một loài thực vật có hoa trong họ Cúc. Loài này được S.L.Welsh & N.D.Atwood mô tả khoa học đầu tiên năm 1988.